# Філіп Станкович
Філіп Станкович (серб. Филип Станковић, нар. 25 лютого 2002, Рим, Італія) — сербський футболіст, воротар італійського клубу «Інтер» та молодіжної збірної Сербії.
На правах оренди грає в клубі «Сампдорія».

## Ігрова кар'єра

### Клубна
Філіп Станкович є вихованцем футбольної академії міланського «Інтера». У 2020 році воротар був залучений до першої команди «россо - нері». Але в подальшому не маючи змоги пробитися до основи, в серпні 2021 року Станкович відправився до Нідерландів, де дебютував на професійному рівні 6 серпня того року на правах оренди у клубі «Волендам». За результатами сезону «Волендам» підвищився до Ередивізі і орендний договір із сербським воротарем був продовжений ще на рік. Станкович дебютував у Ередивізі у першому турі чемпіонату у матчі проти «Гронінгена».
У 2023 році Філіп Станкович повернувся до Італії але знову був відправлений в оренди. Цього разу його клубом стала «Сампдорія», яка вилетіла до Серії В.

### Збірна
З 2022 року Філіп Станкович є гравцем молодіжної збірної Сербії.

## Особисте життя
Філіп є сином колишьного гравця національної збірної Сербії Деяна Станковича. Також Філіп по лінії матері має словенське походження. Його дядько - колишній гравець національної збірної Словенії Миленко Ачимович.